# Aeroporto de Paracatu
O Aeroporto Municipal de Paracatu - Pedro Rabelo de Sousa (ICAO:SNZR) é um aeroporto no município de Paracatu, em Minas Gerais. Possui uma pista asfaltada de 1.500 metros de extensão por 30m de largura. Utilizado basicamente por aeronaves particulares e governamentais.